# Zwierciadło morza
Zwierciadło morza (ang. The Mirror of the Sea. Memories and Impressions) – zbiór 15 autobiograficznych esejów Josepha Conrada. Książka, wydana w 1906 roku zawiera wspomnienia autora, wcześniej opublikowane w różnych czasopismach. W Polsce wydana w 1935, w tłumaczeniu Anieli Zagórskiej.

## Historia wydania
Projekt spisania „czegoś autobiograficznego o statkach, kapitanach i jednej czy dwu przygodach” pojawił się u Conrada na przełomie lat 1901-1902. W 1903 pisał o planowanym utworze do swego wydawcy, Jamesa B. Pinkera, wymieniając tytuły planowanych szkiców: Porywy wiatru, Kotwica w górę, Reje i maski, Krój żagli, Sieć olinowania, Patyki, Dookoła kompasu, Przypadki zaoczenia lądu, ale tak naprawdę „szkice morskie” pisać zaczął w 1904, równolegle z pracą nad powieścią Nostromo i kontynuował przez następny rok. Pracę nad wydaniem książkowym zakończył 6 marca 1906. Początkowo pisarz nie był najlepszego zdania o poziomie literackim swoich wspomnień, traktując je jako okazję do łatwego zarobku. W liście do Herberta G. Wellsa pisał: „Zacząłem serię szkiców o morzu (...). Odkryłem, że tego rodzaju brednie mogę dyktować bez wysiłku w tempie 3000 słów na cztery godziny. Naprawdę! Pozostaje to jedynie sprzedać to jakiemuś pismu, a potem wydać te śmiecie w formie książki”. 
Szkice powstawały we współpracy z przyjacielem Conrada, Fordem Madoksem Fordem, który w dużej mierze było pomysłodawcą, współpracownikiem i stenografem podczas tworzenia opowieści. Ford tak wspominał proces powstawania książki: „Większa część Zwierciadła morza była po prostu rozmową, którą piszący notował swoim systemem stenografii, na bieżąco przypominając Conradowi (...) różne fragmenty jego własnych opowieści”. Conrad podzielił się z Fordem honorariami za publikację pierwszych szkiców w czasopismach. Wbrew wcześniejszym stwierdzeniom w przedmowie do wydania z 1919 Conrad docenił swe dzieło, pisząc: „Bo ta książka jest spowiedzią sięgająca bardzo głęboko (...). Usiłowałem tu odsłonić z bezpośredniością ostatniej spowiedzi, jaki był mój związek z morzem, który zaczął się tajemniczo jak każda wielka namiętność zesłana na śmiertelnych przez niezbadanych bogów (...). Moja książka, pisana na wskroś szczerze, nie ukrywa niczego poza fizyczna w niej obecnością autora. Na kartach tych spowiadam się najpełniej nie ze swych grzechów, lecz ze swych wzruszeń”.
Książka jest dedykowana „Pani Katherine Sanderson, której serdeczne powitanie i łaskawa gościnność okazana przyjacielowi jej syna rozjaśniły pierwsze mroczne dni mego rozstania z morzem”.

## Recepcja
Książka została bardzo dobrze oceniona przez krytyków. Chwalili ją także pisarze: Wells, E. V. Lucas, Rudyard Kipling, Henry James. John Galsworthy ocenił, że to „jedna z najświetniejszych książek współczesnych, a epizod Wtajemniczenie to najlepszy utwór morski naszej doby”.

## Zawartość
- Zaoczenie lądu i oderwanie się od brzegu
- Godła Nadziei
- Sztuka piękna
- Pajęczyny i babie lato
- Ciężar brzemienia
- Statki zapóźnione i statki zaginione
- Uchwyt lądu
- Charakter wroga
- Władcy Wschodu i Zachodu
- Wierna rzeka
- W niewoli
- Wtajemniczenie
- Kolebka rzemiosła
- „Tremolino”
- Wiek bohaterski